# Tour de France : Au cœur du peloton
Tour de France : Au cœur du peloton (Tour de France: Unchained) est une série documentaire centrée sur les équipes cyclistes ayant participé au Tour de France depuis l'édition 2022. La première saison est diffusée sur Netflix le 8 juin 2023,.

## Résumé
La série documentaire Tour de France : Au cœur du peloton suit des équipes cyclistes qui participent au Tour de France. Mélangeant images captées au sein du peloton depuis les vélos des coureurs, dans les bus des équipes ou dans les voitures des dirigeants qui suivent la course au plus près, la série documentaire est également centrée sur des coureurs en particulier lors d'épisodes dédiés à une équipe spécifique, comme Fabio Jakobsen, de l'équipe cycliste Quick-Step Alpha Vinyl, Jonas Vingegaard, de l'équipe Jumbo-Visma ou Thibaut Pinot, de l'équipe Groupama-FDJ, dans la saison 1. En outre, l'ancien cycliste et consultant Steve Chainel commente et explique certains éléments.

## Épisodes

### Première saison (2023)
1. Le grand départ
2. Bienvenue en enfer
3. Le poids d'une nation
4. Attaque, contre-attaque
5. À tombeau ouvert
6. Plan B
7. Tout pour le podium
8. En route pour Paris

### Deuxième saison (2024)
1. Qui ne risque rien...
2. Le troisième homme
3. Sans pitié
4. Pour Gino
5. L'ennemi intérieur
6. Domination
7. Mission Kamikaze
8. La dernière danse

### Troisième saison (2025)
1. David contre Goliath
2. Nouveau souffle
3. S'adapter ou mourir
4. L'enfer des chemins blancs
5. À toutes épreuves
6. Entrer dans l'Histoire
7. Le roi des montagnes
8. Inclinez-vous

## Production

### Développement
La série documentaire est notamment produite par les équipes de Box To Box Films, également producteurs de Formula 1 : Pilotes de leur destin (Formula 1 : Drive to Survive, en VO), diffusée par Netflix depuis 2019.
L'idée de réaliser une série documentaire sur le Tour de France est née en 2019 quand Amaury Sport Organisation (ASO) est entré en discussion avec Netflix concernant un projet de ce type. Le tournage a été décalé de deux années en raison de la pandémie de Covid-19 en France.
Jean-Etienne Amaury, président d'ASO, dévoile le 27 octobre 2022, durant l'ouverture de la présentation du parcours 2023 du Tour de France que la série sera réalisée avec France Télévisions et Netflix. La série comporte 8 épisodes de 45 minutes.
La saison 1 comporte 8 épisodes centrés sur les coureurs des équipes AG2R Citroën Team, Alpecin-Fenix, Bora-Hansgrohe, EF Education-EasyPost, Groupama-FDJ, Ineos Grenadiers, Jumbo-Visma et l'équipe Quick-Step Alpha Vinyl.
Le 30 juin 2023, Netflix annonce reconduire la série pour une deuxième saison, qui prendra place lors du Tour de France 2023. Cette saison voit l'inclusion de l'équipe UAE Team Emirates, bien que cette dernière dispose d'un droit de regard sur les images.
La saison 3 sera diffusée en 2025, relatant les faits marquants du Tour de France 2024 et les préparations de certains coureurs.
En février 2025, le journal Le Parisien indique que la série documentaire s'arrêtera après la diffusion de la saison 3 en juin.
Le 2 juillet 2025, Netflix met en ligne la troisième saison.

### Tournage
Le tournage de la première saison de Tour de France : Au cœur du peloton a lieu principalement au cours du mois de juillet 2022. La série documentaire a également suivi la préparation de quelques coureurs plusieurs semaines en amont de l'épreuve. Le tournage des premières images de la saison 1 a commencé en mars 2022.

### Commentateurs
Dans la saison 1, les images de la course sont commentées par Alexandre Pasteur, qui commente habituellement le cyclisme sur France Télévision. Dans l'épisode 6 de la saison 1, on entend également ses collègues Marion Rousse et Laurent Jalabert.
D'anciens coureurs pro devenus commentateurs, Steve Chainel (consultant pour Eurosport), David Millar (consultant pour ITV et la BBC), interviennent également, ainsi que la journaliste irlandaise Orla Chennaoui (Eurosport) et l'ancien journaliste devenu directeur du Tour Christian Prudhomme. Enfin, on aperçoit régulièrement le journaliste Sébastien Piquet, voix de "Radio Tour".
Dans la saison 3, Steve Chainel est remplacé par Yoann Offredo (consultant pour France Télévisions) aux commentaires face caméra.

## Accueil
Des premières images sont montrées au cours de la diffusion d'un teaser de deux minutes présenté en marge du Mobile World Congress qui se déroule le 28 février 2023. Une avant-première du premier épisode de la série a lieu le 17 avril 2023 lors du festival Canneseries.